# 锈色羊耳蒜
锈色羊耳蒜（学名：Liparis ferruginea）为兰科羊耳蒜属下的一个种。

## 扩展阅读
- 維基物種上的相關：锈色羊耳蒜